# Премия имени Джозефа Конрада
Премия имени Джозефа Конрада (пол. Premia Conrada, укр. Літературна премія iменi Джозефа Конрада-Коженьовського) — польско-украинская литературная премия, учреждённая Польским институтом в Киеве. Вручается раз в два года начиная с 2007 года. Присуждается украинским писателям не старше 40 лет решением совместного польско-украинского жюри. Премия носит имя Джозефа Конрада. Лауреат премии получает 3000 евро и стипендию для полугодового пребывания в Польше.

## Статус
Критериями оценки являются — универсальность послания, новация, последовательность, присутствие автора в иноязычных контекстах, весомость сделанного для внутреннего и внешнего статуса украинской литературы. Как пояснял директор Польского института Ежи Онух, личность Конрада — поляка, родившегося на территории нынешней Украины и ставшего мировой знаменитостью, — обладает замечательным объединительным смыслом для украинской и польской культур, и поэтому в ознаменование его 150-летия было решено учредить именно такую премию. По мнению писательницы Наталки Сняданко, дважды входившей в тройку финалистов премии, а затем ставшей её лауреатом, премия с самого начала отличалась высоким уровнем честности.

## Лауреаты

### 2007
- Лауреат 2007 года — Тарас Прохасько[2]
- Финалисты — Наталка Сняданко, Сергей Жадан

### 2009
- Лауреат 2009 года — Сергей Жадан[5]
- Финалисты — Наталка Сняданко и Таня Малярчук

### 2011
- Лауреат 2011 года — Наталка Сняданко
- Финалисты — Андрей Бондар и Марианна Кияновская

### 2013
- Лауреат 2013 года — Таня Малярчук
- Финалисты — Андрей Бондар, Остап Сливинский

### 2015
- Лауреат 2015 года — София Андрухович
- Финалисты — Остап Сливинский, Алексей Чупа

### 2017
- Лауреат 2017 года — Катерина Калитко
- Финалисты — Любко Дереш, Ирина Цилык

### 2019
- Лауреат 2019 года — Артем Чех
- Финалисты — Катерина Бабкина, Ирина Цилык

### 2021
- Лауреат 2021 года — Виктория Амелина
- Финалисты — Катерина Бабкина, Павло Коробчук

### 2024
- Лауреат 2024 года - Любка, Андрей Степанович[6]